# Италия на летних Олимпийских играх 2000
Италия на летних Олимпийских играх 2000 была представлена 361 спортсменом. По сравнению с прошлой Олимпиадой сборная Италия завоевала на одну медаль меньше, а также опустилась в командном зачёте на одну позицию вниз.

## Награды

### Золото
| Золото |                                                                          |                                           |
| №      | Спортсмены                                                               | Вид спорта (дисциплина)                   |
| 1      | Агостино Аббаньяле Россано Гальтаросса Симоне Райнери Алессио Сарторе    | Академическая гребля (четвёрка парная)    |
| 2      | Антонелла Беллутти                                                       | Велоспорт (индивидуальная гонка по очкам) |
| 3      | Паола Пеццо                                                              | Велоспорт (маунтинбайк)                   |
| 4      | Йозефа Идем                                                              | Гребля на байдарках и каноэ (500 м, Б-1)  |
| 5      | Антонио Росси Беньямино Бономи                                           | Гребля на байдарках и каноэ (1000 м, Б-2) |
| 6      | Джузеппе Маддалони                                                       | Дзюдо (до 73 кг)                          |
| 7      | Алессандра Сенсини                                                       | Парусный спорт (класс Мистраль)           |
| 8      | Доменико Фиораванти                                                      | Плавание (100 м, брасс)                   |
| 9      | Доменико Фиораванти                                                      | Плавание (200 м, брасс)                   |
| 10     | Массимилиано Розолино                                                    | Плавание (200 м, комплексное)             |
| 11     | Валентина Веццали                                                        | Фехтование (рапира)                       |
| 12     | Валентина Веццали Джованна Триллини Диана Бьянкеди Анна Мария Джакометти | Фехтование (командная рапира)             |
| 13     | Анджело Маццони Паоло Миланоли Маурицио Рандаццо Альфредо Рота           | Фехтование (командная шпага)              |

### Серебро
| Серебро |                                                                   |                                                        |
| №       | Спортсмены                                                        | Вид спорта (дисциплина)                                |
| 1       | Элиа Луна Леонардо Петтинари                                      | Академическая гребля (двойка парная, лёгкий вес)       |
| 2       | Лоренцо Карбончини Риккардо деи Росси Вальтер Молеа Карло Морнати | Академическая гребля (четвёрка распашная без рулевого) |
| 3       | Фиона Май                                                         | Лёгкая атлетика (прыжки в длину)                       |
| 4       | Никола Виццони                                                    | Лёгкая атлетика (метание молота)                       |
| 5       | Лука Девоти                                                       | Парусный спорт (класс Финн)                            |
| 6       | Массимилиано Розолино                                             | Плавание (400 м, вольный стиль)                        |
| 7       | Дебора Гелизио                                                    | Стрельба (дубль-трап)                                  |
| 8       | Микеле Франджилли Иларио Ди Буо Маттео Бизиани                    | Стрельба из лука (командные соревнования)              |

### Бронза
| Бронза | |                                      |
| №      | Спортсмены | Вид спорта (дисциплина)              |
| 1      | Джованни Калабрезе Никола Сатори | Академическая гребля (двойка парная) |
| 2      | Паоло Видоц | Бокс (свыше 91 кг)                   |
| 3      | Марко Вилла Сильвио Мартинелло | Велоспорт (мэдисон)                  |
| 4      | Пьерпаоло Ферацци | Гребной слалом (Каяк-одиночка)       |
| 5      | Марко Браччи, Андреа Гардини, Андреа Джани, Паскуале Гравина, Марко Меони, Самуэле Папи, Андреа Сарторетти, Паоло Тофоли, Луиджи Мастранджело, Симоне Розальба, Мирко Корсано, Алессандро Феи | Волейбол (мужчины)                   |
| 6      | Джироламо Джовинаццо | Дзюдо (до 66 кг)                     |
| 7      | Иления Скапин | Дзюдо (до 70 кг)                     |
| 8      | Эмануэла Пьерантоцци | Дзюдо (до 78 кг)                     |
| 9      | Давид Руммоло | Плавание (200 м, брасс)              |
| 10     | Массимилиано Розолино | Плавание (200 м, вольный стиль)      |
| 11     | Джованни Пеллиело | Стрельба (стэнд)                     |
| 12     | Джованна Триллини | Фехтование (рапира)                  |
| 13     | Даниэле Кроста Габриэле Маньи Сальваторе Санцо Маттео Дзеннаро | Фехтование (командная рапира)        |

## Результаты соревнований

### Академическая гребля
В следующий раунд из каждого заезда проходили несколько лучших экипажей (в зависимости от дисциплины). В финал A выходили 6 сильнейших экипажей, остальные разыгрывали места в утешительных финалах B-D.
Мужчины
| Соревнование  | Спортсмены                            | Предварительный заезд | Предварительный заезд | Предварительный заезд | Отборочный заезд | Отборочный заезд | Отборочный заезд | Полуфинал     | Полуфинал     | Полуфинал     | Финал   | Финал   | Итоговое место |
| Соревнование  | Спортсмены                            | Заезд                 | Время                 | Место                 | Заезд            | Время            | Место            | Заезд         | Время         | Место         | Время   | Место   | Итоговое место |
| ------------- | ------------------------------------- | --------------------- | --------------------- | --------------------- | ---------------- | ---------------- | ---------------- | ------------- | ------------- | ------------- | ------- | ------- | -------------- |
| одиночки      | Маттия Ригетти                        | 1                     | 7:24,80               | 4                     | 3                | 7:21,20          | 3                | Полуфинал C/D | Полуфинал C/D | Полуфинал C/D | Финал C | Финал C | 14             |
| одиночки      | Маттия Ригетти                        | 1                     | 7:24,80               | 4                     | 3                | 7:21,20          | 3                | 2             | 7:20,78       | 2 QC          | 7:08,16 | 3       | 14             |
| двойки        | Луиджи Соррентино Паскуале Пандзарино | 1                     | 6:48,26               | 2 Q                   | не участвовали   | не участвовали   | не участвовали   | 2             | 6:53,57       | 6 QB          | Финал B | Финал B | 12             |
| двойки        | Луиджи Соррентино Паскуале Пандзарино | 1                     | 6:48,26               | 2 Q                   | не участвовали   | не участвовали   | не участвовали   | 2             | 6:53,57       | 6 QB          | 6:40,35 | 6       | 12             |
| двойки парные | Джованни Калабрезе Никола Сартори     | 2                     | 6:33,11               | 2                     | 2                | 6:25,98          | 1 Q              | 2             | 6:24,99       | 2 QA          | Финал A | Финал A | 3              |
| двойки парные | Джованни Калабрезе Никола Сартори     | 2                     | 6:33,11               | 2                     | 2                | 6:25,98          | 1 Q              | 2             | 6:24,99       | 2 QA          | 6:20,49 | 3       | 3              |

### Бейсбол
Спортсменов — 24
Состав команды
| Мужская сборная Италии по бейсболу | Мужская сборная Италии по бейсболу | Мужская сборная Италии по бейсболу | Мужская сборная Италии по бейсболу | Мужская сборная Италии по бейсболу | Мужская сборная Италии по бейсболу | Мужская сборная Италии по бейсболу | Мужская сборная Италии по бейсболу | Мужская сборная Италии по бейсболу | Мужская сборная Италии по бейсболу | Мужская сборная Италии по бейсболу |
| №                                  | Поз.                               | Имя                                | Дата рождения (возраст)            | Клуб                               | Статистика                         | Статистика                         | Статистика                         | Статистика                         | Статистика                         | Статистика                         |
| Питчеры                            | Питчеры                            | Питчеры                            | Питчеры                            | Питчеры                            | G                                  | IP                                 | R                                  | ERA                                | H                                  | SO                                 |
| ---------------------------------- | ---------------------------------- | ---------------------------------- | ---------------------------------- | ---------------------------------- | ---------------------------------- | ---------------------------------- | ---------------------------------- | ---------------------------------- | ---------------------------------- | ---------------------------------- |
| 11                                 | P                                  | Батиста Перри                      | 13 ноября 1974 (25 лет)            | Семендзато Римини                  | 1                                  | 7⅔                                 | 4                                  | 4,696                              | 6                                  | 4                                  |
| 15                                 | P                                  | Марк Чербоне                       | 11 августа 1974 (26 лет)           | Казерта                            | 3                                  | 5⅓                                 | 0                                  | 0,000                              | 5                                  | 3                                  |
| 26                                 | P                                  | Кристиан Мура                      | 24 января 1976 (24 лет)            | Фортитудо Болонья                  | 3                                  | 4                                  | 3                                  | 6,750                              | 4                                  | 1                                  |
| 28                                 | P                                  | Роберто Кабалисти                  | 9 февраля 1961 (39 лет)            | Семендзато Римини                  | 2                                  | 1⅔                                 | 5                                  | 26,999                             | 6                                  | 1                                  |
| 36                                 | P                                  | Фабио Бетто                        | 25 сентября 1972 (27 лет)          | Фортитудо Болонья                  | 2                                  | 5                                  | 5                                  | 9,000                              | 8                                  | 3                                  |
| 37                                 | P                                  | Микеле Ториако                     | 2 августа 1970 (30 лет)            | Модена                             | 1                                  | 4⅓                                 | 9                                  | 18,692                             | 10                                 | 1                                  |
| 41                                 | P                                  | Эмилиано Джинаннески               | 1 сентября 1970 (30 лет)           | Гроссето                           | 3                                  | 2                                  | 1                                  | 4,500                              | 3                                  | 1                                  |
| 42                                 | P                                  | Диего Рикки                        | 23 января 1975 (25 лет)            | Неттуно                            | 2                                  | 8                                  | 4                                  | 4,500                              | 6                                  | 8                                  |
| 47                                 | P                                  | Даниэль Ньюман                     | 18 января 1964 (36 лет)            | Парма Бейсбол                      | 2                                  | 8⅔                                 | 9                                  | 9,346                              | 10                                 | 9                                  |
| 55                                 | P                                  | Джейсон Симонтаччи                 | 13 ноября 1973 (26 лет)            | Семендзато Римини                  | 3                                  | 15⅓                                | 3                                  | 1,761                              | 13                                 | 10                                 |
| Инфилдеры                          | Инфилдеры                          | Инфилдеры                          | Инфилдеры                          | Инфилдеры                          | G                                  | H                                  | AB                                 | BA                                 | R                                  | SO                                 |
| 9                                  | SS                                 | Сет Ла Фера                        | 28 сентября 1975 (24 года)         | Парма Бейсбол                      | 4                                  | 1                                  | 9                                  | 0,111                              | 1                                  | 3                                  |
| 13                                 | SS                                 | Андреа Эванджелисти                | 15 марта 1973 (27 лет)             | Семендзато Римини                  | 3                                  | 5                                  | 11                                 | 0,455                              | 2                                  | 5                                  |
| 29                                 | 3B                                 | Дэвид Шелдон                       | 13 мая 1963 (37 лет)               | Семендзато Римини                  | 7                                  | 7                                  | 27                                 | 0,259                              | 2                                  | 8                                  |
| 34                                 | 2B/3B/PH/DH                        | Давиде Даллоспедалье               | 12 сентября 1977 (23 года)         | Фортитудо Болонья                  | 4                                  | 1                                  | 5                                  | 0,200                              | 1                                  | 2                                  |
| 50                                 | 1B/DH                              | Луиджи Карроцца                    | 17 июня 1969 (31 год)              | Гроссето                           | 7                                  | 6                                  | 27                                 | 0,222                              | 4                                  | 8                                  |
| Аутфилдеры                         | Аутфилдеры                         | Аутфилдеры                         | Аутфилдеры                         | Аутфилдеры                         | G                                  | H                                  | AB                                 | BA                                 | R                                  | SO                                 |
| 5                                  | RF                                 | Клаудио Ливерциани                 | 4 марта 1975 (25 лет)              | Семендзато Римини                  | 7                                  | 6                                  | 26                                 | 0,231                              | 5                                  | 3                                  |
| 8                                  | RF                                 | Роберто де Франчески               | 29 мая 1965 (35 лет)               | Неттуно                            | 7                                  | 7                                  | 32                                 | 0,219                              | 4                                  | 4                                  |
| 12                                 | DH                                 | Франческо Казолари                 | 4 октября 1965 (34 года)           | Неттуно                            | 4                                  | 2                                  | 11                                 | 0,182                              | 2                                  | 4                                  |
| 21                                 | LF                                 | Даниэле Фриньяни                   | 29 июня 1977 (23 года)             | Фортитудо Болонья                  | 6                                  | 2                                  | 14                                 | 0,143                              | 2                                  | 0                                  |
| 22                                 | LF/1B                              | Даниэле Ди Паче                    | 24 февраля 1972 (28 лет)           | Парма Бейсбол                      | 7                                  | 5                                  | 25                                 | 0,200                              | 4                                  | 5                                  |
| 23                                 | LF/1B                              | Альберто Д’Аурия                   | 10 марта 1967 (33 года)            | Неттуно                            | 7                                  | 5                                  | 25                                 | 0,200                              | 3                                  | 7                                  |
| Кэтчеры                            | Кэтчеры                            | Кэтчеры                            | Кэтчеры                            | Кэтчеры                            | G                                  | H                                  | AB                                 | BA                                 | R                                  | SO                                 |
| 3                                  | C/1B                               | Стефано Ландуцци                   | 2 февраля 1973 (27 лет)            | Фортитудо Болонья                  | 1                                  | 0                                  | 1                                  | 0,000                              | 0                                  | 1                                  |
| 10                                 | C                                  | Маттео Бальдаччи                   | 24 мая 1974 (26 лет)               | Семендзато Римини                  | 2                                  | 0                                  | 1                                  | 0,000                              | 0                                  | 0                                  |
| 53                                 | C                                  | Кристофер Мадонна                  | 13 марта 1972 (28 лет)             | Парма Бейсбол                      | 7                                  | 7                                  | 25                                 | 0,280                              | 4                                  | 5                                  |
| Тренер: Сильвио Амброзьони         |                                    |                                    |                                    |                                    |                                    |                                    |                                    |                                    |                                    |                                    |

Результаты
Предварительный раунд
| Место | Команда          | В | П | ПВ | ПП | +/- |
| ----- | ---------------- | - | - | -- | -- | --- |
| 1     | Куба             | 6 | 1 | 50 | 17 | +33 |
| 2     | США              | 6 | 1 | 42 | 14 | +28 |
| 3     | Республика Корея | 4 | 3 | 40 | 26 | +14 |
| 4     | Япония           | 4 | 3 | 41 | 23 | +18 |
| 5     | Нидерланды       | 3 | 4 | 19 | 29 | -10 |
| 6     | Италия           | 2 | 5 | 33 | 43 | -10 |
| 7     | Австралия        | 2 | 5 | 30 | 41 | -11 |
| 8     | ЮАР              | 1 | 6 | 11 | 73 | -62 |

| Команда          | 1 | 2 | 3 | 4 | 5 | 6 | 7 | 8 | 9 | Всего |
| ---------------- | - | - | - | - | - | - | - | - | - | ----- |
| Италия           | 0 | 0 | 1 | 1 | 0 | 0 | 0 | 0 | 0 | 2     |
| Республика Корея | 0 | 1 | 2 | 1 | 0 | 0 | 2 | 4 | 0 | 10    |

| Команда | 1 | 2 | 3 | 4 | 5 | 6 | 7 | 8 | 9 | Всего |
| ------- | - | - | - | - | - | - | - | - | - | ----- |
| Италия  | 0 | 0 | 5 | 0 | 0 | 0 | 0 | 0 | 0 | 5     |
| Куба    | 2 | 1 | 2 | 2 | 6 | 0 | 0 | 0 | x | 13    |

| Команда | 1 | 2 | 3 | 4 | 5 | 6 | 7 | Всего |
| ------- | - | - | - | - | - | - | - | ----- |
| Италия  | 2 | 0 | 0 | 7 | 0 | 4 | 0 | 13    |
| ЮАР     | 0 | 0 | 0 | 0 | 0 | 0 | 0 | 0     |

| Команда | 1 | 2 | 3 | 4 | 5 | 6 | 7 | 8 | 9 | Всего |
| ------- | - | - | - | - | - | - | - | - | - | ----- |
| Италия  | 1 | 0 | 0 | 0 | 0 | 0 | 0 | 0 | 0 | 1     |
| Япония  | 0 | 1 | 0 | 1 | 2 | 0 | 0 | 1 | 1 | 6     |

| Команда | 1 | 2 | 3 | 4 | 5 | 6 | 7 | 8 | 9 | Всего |
| ------- | - | - | - | - | - | - | - | - | - | ----- |
| Италия  | 0 | 0 | 0 | 2 | 0 | 0 | 0 | 0 | 0 | 2     |
| США     | 2 | 0 | 0 | 0 | 0 | 0 | 0 | 2 | x | 4     |

| Команда   | 1 | 2 | 3 | 4 | 5 | 6 | 7 | 8 | 9 | 10 | 11 | 12 | Всего |
| --------- | - | - | - | - | - | - | - | - | - | -- | -- | -- | ----- |
| Италия    | 0 | 0 | 1 | 0 | 0 | 0 | 2 | 1 | 2 | 0  | 0  | 2  | 8     |
| Австралия | 0 | 0 | 0 | 0 | 1 | 4 | 0 | 1 | 0 | 0  | 0  | 1  | 7     |

| Команда    | 1 | 2 | 3 | 4 | 5 | 6 | 7 | 8 | 9 | Всего |
| ---------- | - | - | - | - | - | - | - | - | - | ----- |
| Италия     | 0 | 0 | 0 | 0 | 2 | 0 | 0 | 0 | 0 | 2     |
| Нидерланды | 2 | 0 | 0 | 1 | 0 | 0 | 0 | 0 | 0 | 3     |

Итог: 6-е место

### Бокс
Спортсменов — 1
Мужчины
| Соревнование | Спортсмены     | Первый раунд                        | Второй раунд         | Четвертьфинал        | Полуфинал            | Финал                | Место |
| Соревнование | Спортсмены     | Соперник Результат                  | Соперник Результат   | Соперник Результат   | Соперник Результат   | Соперник Результат   | Место |
| ------------ | -------------- | ----------------------------------- | -------------------- | -------------------- | -------------------- | -------------------- | ----- |
| до 75 кг     | Оттавио Бароне | Антониос Яннопулос (GRE) пор. 10:17 | Завершил выступление | Завершил выступление | Завершил выступление | Завершил выступление | 17    |

### Гимнастика
Спортсменов — 7

#### Художественная гимнастика
Женщины
| Соревнование              | Спортсменки                                                                          | Квалификация | Квалификация | Финал  | Финал |
| Соревнование              | Спортсменки                                                                          | Баллы        | Место        | Баллы  | Место |
| ------------------------- | ------------------------------------------------------------------------------------ | ------------ | ------------ | ------ | ----- |
| Индивидуальное многоборье | Сузанна Маркези                                                                      | 38,924       | 7 (Q)        | 38,850 | 10    |
| Групповое многоборье      | Элена Амато Сильвия Грегорини Эва Д’Аморе Ноэми Эцци Роберта Лучентини Арианна Руска | 38,183       | 8 (Q)        | 38,483 | 6     |

### Дзюдо
Соревнования по дзюдо проводились по системе на выбывание. В утешительные раунды попадали спортсмены, проигравшие полуфиналистам турнира. Два спортсмена, одержавших победу в утешительном раунде, в поединке за бронзу сражались с проигравшими в полуфинале.
Мужчины
| Соревнование | Спортсмены           | Первый раунд       | Второй раунд                  | 1/8 финала                   | Четвертьфинал                   | Полуфинал                     | Финал                          | Место |
| Соревнование | Спортсмены           | Соперник Результат | Соперник Результат            | Соперник Результат           | Соперник Результат              | Соперник Результат            | Соперник Результат             | Место |
| ------------ | -------------------- | ------------------ | ----------------------------- | ---------------------------- | ------------------------------- | ----------------------------- | ------------------------------ | ----- |
| до 66 кг     | Джироламо Джовинаццо | Не участвовал      | PURМ. Асеведо В 1000 — 0000   | BRAЭ. Гимараэс В 1000 — 0000 | GEOГ. Вазагашвили В 1010 — 0000 | FRAЛ. Бенбудауд П 0000 — 1000 | Утешительный турнир            | 3     |
| до 66 кг     | Джироламо Джовинаццо | Не участвовал      | PURМ. Асеведо В 1000 — 0000   | BRAЭ. Гимараэс В 1000 — 0000 | GEOГ. Вазагашвили В 1010 — 0000 | FRAЛ. Бенбудауд П 0000 — 1000 | IRIА. Миресмаили В 0010 — 0010 | 3     |
| до 73 кг     | Джузеппе Маддалони   | Не участвовал      | SAMТ. Ватерхаус В 0201 — 0000 | TUNХ. Мусса В 1000 — 0000    | LATВ. Зелёный В 0011 — 0001     | BLRА. Ларюков В 1000 — 0010   | BRAТ. Камилу В 1002 — 0000     | 1     |
| до 81 кг     | Франческо Лепре      | Не участвовал      | PORН. Делгаду П 0001 — 0001   | Завершил выступление         | Завершил выступление            | Завершил выступление          | Завершил выступление           | —     |
| до 81 кг     | Франческо Лепре      | Не участвовал      | Утешительный турнир           |                              |                                 |                               |                                | —     |
| до 81 кг     | Франческо Лепре      | Не участвовал      | MONТ. Ватрикан В 0010 — 1102  | AUSД. Келли П 0010 — 0010    | Завершил выступление            | Завершил выступление          | Завершил выступление           | —     |

Женщины
| Соревнование | Спортсмены        | Первый раунд                  | 1/8 финала                    | Четвертьфинал                | Полуфинал                  | Финал                        | Место |
| Соревнование | Спортсмены        | Соперник Результат            | Соперник Результат            | Соперник Результат           | Соперник Результат         | Соперник Результат           | Место |
| ------------ | ----------------- | ----------------------------- | ----------------------------- | ---------------------------- | -------------------------- | ---------------------------- | ----- |
| до 57 кг     | Чинчия Кавадзутти | CZEМ. Вернерова В 0001 — 0000 | PORФ. Кавальери В 0012 — 0001 | CHNЦзюнь Шэнь П 0000 — 0000  | Завершила выступление      | Завершила выступление        | 5     |
| до 57 кг     | Чинчия Кавадзутти | CZEМ. Вернерова В 0001 — 0000 | PORФ. Кавальери В 0012 — 0001 | Утешительный турнир          |                            |                              | 5     |
| до 57 кг     | Чинчия Кавадзутти | CZEМ. Вернерова В 0001 — 0000 | PORФ. Кавальери В 0012 — 0001 | BRAТ. Феррейра В 0101 — 0001 | FRAБ. Харель В 0011 — 0001 | AUSМ. Пекли П 0001 — 0001    | 5     |
| до 63 кг     | Дженнифер Галь    | Не участвовала                | RUSА. Сараева В 0011 — 0010   | BRAВ. Исии В 0010 — 0000     | CHNЛи Шуфан П 0000 — 0000  | Утешительный турнир          | 5     |
| до 63 кг     | Дженнифер Галь    | Не участвовала                | RUSА. Сараева В 0011 — 0010   | BRAВ. Исии В 0010 — 0000     | CHNЛи Шуфан П 0000 — 0000  | KORЧон Сон Сук П 0000 — 0000 | 5     |

### Плавание
Спортсменов — 16
В следующий раунд на каждой дистанции проходили лучшие спортсмены по времени, независимо от места занятого в своём заплыве.
Мужчины
| Спортсмен                                                                        | Соревнование          | Предварительные заплывы | Предварительные заплывы | Полуфиналы | Полуфиналы | Финал        | Финал     |
| Спортсмен                                                                        | Соревнование          | Результат               | Место                   | Результат  | Место      | Результат    | Место     |
| -------------------------------------------------------------------------------- | --------------------- | ----------------------- | ----------------------- | ---------- | ---------- | ------------ | --------- |
| Массимилиано Розолино                                                            | 200 м вольный стиль   | 1:47,37                 | 3                       | 1:46,60    | 3          | 1:46,65      |           |
| Массимилиано Розолино                                                            | 400 м вольный стиль   | 3:48,41                 | 4                       |            |            | 3:43,40      |           |
| Эмилиано Брембиллья                                                              | 400 м вольный стиль   | 3:48,91                 | 8                       |            |            | 3:47,01      | 4         |
| Эмануэле Меризи                                                                  | 100 м на спине        | 56,35                   | 21                      | Не прошёл  | Не прошёл  | Не прошёл    | Не прошёл |
| Доменико Фиораванти                                                              | 100 м брасс           | 1:01,32                 | 1                       | 1:00,84    | 1          | 1:00,46 (ОR) |           |
| Алессио Боджиатто                                                                | 400 м комплекс        | 4:14,26                 | 1                       |            |            | 4:15,93      | 4         |
| Массимилиано Эроли                                                               | 400 м комплекс        | 3:22,85                 | 19                      |            |            | Не прошёл    | Не прошёл |
| Лоренцо Висмара Клаус Ланцарини Симоне Черкато Массимилиано Розолино Мауро Галло | 4х100 м вольный стиль | 3:18,86                 | 4                       |            |            | 3:17,85      | 5         |

Женщины
| Спортсменка                                              | Соревнование          | Предварительные заплывы | Предварительные заплывы | Полуфиналы | Полуфиналы | Финал     | Финал     |
| Спортсменка                                              | Соревнование          | Результат               | Место                   | Результат  | Место      | Результат | Место     |
| -------------------------------------------------------- | --------------------- | ----------------------- | ----------------------- | ---------- | ---------- | --------- | --------- |
| Сара Гоффи                                               | 400 м вольным стилем  | 4:18,16                 | 28                      |            |            | Не прошла | Не прошла |
| Федерика Бисча                                           | 400 м комплекс        | 4:47,56                 | 15                      |            |            | Не прошла | Не прошла |
| Сесилия Вианини Луиза Стриани Сара Паризе Кристина Кьюзо | 4х100 м вольный стиль | 3:43,97                 | 8                       |            |            | 3:44,49   | 8         |

*—участвовали только в предварительном заплыве

### Прыжки в воду
Спортсменов — 5
В индивидуальных прыжках в предварительных раундах складывались результаты квалификации и полуфинальных прыжков. По их результатам в финал проходило 12 спортсменов. В финале они начинали с результатами полуфинальных прыжков.
В синхронных прыжках спортсмены стартовали сразу с финальных прыжков
Мужчины
| Спортсмен                      | Соревнование        | Квалификация | Квалификация | Полуфинал | Полуфинал | Всего     | Финал     | Финал     | Всего  | Место |
| Спортсмен                      | Соревнование        | Очков        | Место        | Очков     | Место     | Всего     | Очков     | Место     | Всего  | Место |
| ------------------------------ | ------------------- | ------------ | ------------ | --------- | --------- | --------- | --------- | --------- | ------ | ----- |
| Дональд Миранда                | трамплин            | 377,01       | 18           | 207,03    | 14        | 584,04    | Не прошёл | Не прошёл | 584,04 | 16    |
| Никола Маркони                 | трамплин            | 351,12       | 26           | Не прошёл | Не прошёл | Не прошёл | Не прошёл | Не прошёл | 351,12 | 26    |
| Массимилиано Маццуччи          | вышка               | 386,91       | 18           | 172,80    | 18        | 559,71    | Не прошёл | Не прошёл | 559,71 | 18    |
| Никола Маркони Дональд Миранда | синхронный трамплин |              |              |           |           |           |           |           | 286,38 | 8     |

Женщины
| Спортсмен     | Соревнование | Квалификация | Квалификация | Полуфинал | Полуфинал | Всего     | Финал     | Финал     | Всего  | Место |
| Спортсмен     | Соревнование | Очков        | Место        | Очков     | Место     | Всего     | Очков     | Место     | Всего  | Место |
| ------------- | ------------ | ------------ | ------------ | --------- | --------- | --------- | --------- | --------- | ------ | ----- |
| Таня Каньотто | трамплин     | 259,74       | 18           | 206,55    | 18        | 466,29    | Не прошла | Не прошла | 466,29 | 18    |
| Мария Маркони | трамплин     | 229,11       | 30           | Не прошла | Не прошла | Не прошла | Не прошла | Не прошла | 229,11 | 30    |

### Стрельба
Спортсменов — 6
После квалификации лучшие спортсмены по очкам проходили в финал, где продолжали с очками, набранными в квалификации. В некоторых дисциплинах квалификация не проводилась. Там спортсмены выявляли сильнейшего в один раунд.
Мужчины
| Спортсмен         | Соревнование   | Квалификация | Место | Финал     | Место     | Всего | Место |
| ----------------- | -------------- | ------------ | ----- | --------- | --------- | ----- | ----- |
| Роберто ди Донна  | Пистолет, 10 м | 581          | 5     | 99,5      | 3         | 680,5 | 6     |
| Паоло Ранно       | Пистолет, 10 м | 575          | 20    | Не прошёл | Не прошёл | 575   | 20    |
| Виджилио Фаит     | Пистолет, 10 м | 571          | 27    | Не прошёл | Не прошёл | 571   | 27    |
| Джованни Пелльело | Трап           | 116          | 3     | 24        | 2         | 140   |       |
| Марко Вентурини   | Трап           | 115          | 5     | 23        | 5         | 138   | 5     |
| Родольфо Вигано   | Трап           | 111          | 18    | Не прошёл | Не прошёл | 111   | 18    |

### Триатлон
Спортсменов — 3
Триатлон дебютировал в программе летних Олимпийских игр. Соревнования состояли из 3 этапов — плавание (1,5 км), велоспорт (40 км), бег (10 км).
Мужчины
| Спортсмен          | Соревнование      | Плавание | Велоспорт | Бег      | Итоговое время | Место | Отставание |
| ------------------ | ----------------- | -------- | --------- | -------- | -------------- | ----- | ---------- |
| Алессандро Боттони | личное первенство | 18:48,79 | 58:44,21  | 33:45,13 | 1:51:18,13     | 32    | +02:54,11  |

Женщины
| Спортсмен          | Соревнование      | Плавание | Велоспорт  | Бег      | Итоговое время | Место | Отставание |
| ------------------ | ----------------- | -------- | ---------- | -------- | -------------- | ----- | ---------- |
| Сильвия Джеминьяни | личное первенство | 19:46,58 | 1:07:46,30 | 37:48,38 | 2:05:21,26     | 20    | +04:40,74  |
| Эдит Чигана        | личное первенство | 20:42,28 | 1:06:52,10 | 39:32,43 | 2:07:06,81     | 27    | +06:26,29  |

### Тяжёлая атлетика
Спортсменов — 1
В рамках соревнований по тяжёлой атлетике проводятся два упражнения — рывок и толчок. В каждом из упражнений спортсмену даётся 3 попытки, в которых он может заказать любой вес, кратный 2,5 кг. Победитель определяется по сумме двух упражнений.
Женщины
| Спортсмен    | Категория | Вес   | Рывок | Рывок | Рывок | Толчок | Толчок | Толчок | Всего | Место |
| Спортсмен    | Категория | Вес   | 1     | 2     | 3     | 1      | 2      | 3      | Всего | Место |
| ------------ | --------- | ----- | ----- | ----- | ----- | ------ | ------ | ------ | ----- | ----- |
| Эва Джиганти | до 48 кг  | 46,56 | 77,5  | 77,5  | 77,5  | 92,5   | 95,0   | 95,0   | 170,0 | 7     |

### Фехтование
Спортсменов — 6
В индивидуальных соревнованиях спортсмены сражаются три раунда по три минуты, либо до того момента, как один из спортсменов нанесёт 15 уколов. В командных соревнованиях поединок идёт 9 раундов по 4 минуты каждый, либо до 45 уколов. Если по окончании времени в поединке зафиксирован ничейный результат, то назначается дополнительная минута до «золотого» укола.
Мужчины
| Соревнование         | Спортсмены                                                         | 1/32 финала        | 1/16 финала                           | 1/8 финала                        | Четвертьфиналы              | Полуфиналы                        | Финал матч за 3-е место  | Место |
| Соревнование         | Спортсмены                                                         | Соперник Результат | Соперник Результат                    | Соперник Результат                | Соперник Результат          | Соперник Результат                | Соперник Результат       | Место |
| -------------------- | ------------------------------------------------------------------ | ------------------ | ------------------------------------- | --------------------------------- | --------------------------- | --------------------------------- | ------------------------ | ----- |
| Индивидуальная шпага | Альфредо Рота (8)                                                  | не участвовал      | Михаэль Швитак (AUT) (25) поб. 15:11  | Иван Тревехо (CUB) (9) пор. 12:15 | Завершил выступление        | Завершил выступление              | Завершил выступление     | 10    |
| Индивидуальная шпага | Паоло Миланоли (19)                                                | не участвовал      | Анджело Маццони (ITA) (14) поб. 15:13 | Петер Ванки (SWE) (3) пор. 6:15   | Завершил выступление        | Завершил выступление              | Завершил выступление     | 13    |
| Индивидуальная шпага | Анджело Маццони (14)                                               | не участвовал      | Паоло Миланоли (ITA) (19) пор. 13:15  | Завершил выступление              | Завершил выступление        | Завершил выступление              | Завершил выступление     | 23    |
| Командная шпага      | Анджело Маццони Паоло Миланоли Маурицио Рандаццо Альфредо Рота (3) |                    |                                       | Не участвовали                    | Австралия (11) · поб. 45:34 | Республика Корея (2) · поб. 44:43 | Франция (1) · поб. 39:38 | 1     |

Женщины
| Соревнование         | Спортсмены              | 1/32 финала        | 1/16 финала                      | 1/8 финала                        | Четвертьфиналы                             | Полуфиналы            | Финал матч за 3-е место | Место |
| Соревнование         | Спортсмены              | Соперник Результат | Соперник Результат               | Соперник Результат                | Соперник Результат                         | Соперник Результат    | Соперник Результат      | Место |
| -------------------- | ----------------------- | ------------------ | -------------------------------- | --------------------------------- | ------------------------------------------ | --------------------- | ----------------------- | ----- |
| Индивидуальная шпага | Маргарита Дзалаффи (10) | не участвовала     | Лян Цинь (CHN) (23) поб. 15:11   | Мария Мазина (RUS) (7) поб. 15:13 | Лора Флессель-Коловиц (FRA) (2) пор. 11:15 | Завершила выступление | Завершила выступление   | 7     |
| Индивидуальная шпага | Кристина Кашоли (4)     | не участвовала     | Софи Ламон (SUI) (29) пор. 12:15 | Завершила выступление             | Завершила выступление                      | Завершила выступление | Завершила выступление   | 17    |